# Technologies avancées
Le secteur des technologies avancées, également appelé "industrie 2.0"  regroupe des secteurs de l'industrie manufacturière partageant les caractéristiques d'offrir à la fois des équipements, des systèmes informatiques et des services destinés à optimiser la productivité de leurs actifs au contexte spécifique de chaque client - par exemple le rendement énergétique, le taux d’utilisation d’un bloc opératoire ou l’efficacité d’un moteur d’avion ou l'empreinte CO2.
Il repose souvent sur des concepts de "produits intelligents" connectés entre eux, comme dans le cas des réseaux électriques intelligents, qui permettent de tirer meilleur parti de sources d’énergies, telles que le vent, le solaire ou la cogénération, ou les systèmes qui permettent de faire communiquer des équipements médicaux entre eux et avec les médecins.
Ce secteur se distingue de l'industrie "classique" par le fait qu'elle présente des barrières à l'entrée technologiques plus importantes, et nécessite une proximité plus grande avec le client, du fait de la complexité d'utilisation de ses produits. Loin de la séparation conception-production du modèle « fabless », ce modèle repose sur le « fabs, labs & advices », soit une coopération étroite entre centres de production, de recherche et de services.

## Impacts en termes économiques
Leurs caractéristiques font que les technologies avancées sont plus difficilement délocalisées, au moins pour ses composantes principales. En effet, les composantes les plus simples pourront être réalisées dans des pays à bas coûts, d'autres parties telles que la recherche ou la customisation étant réalisés près des clients, c'est-à-dire dans les pays développés lorsque ces derniers y résident. 